# The Mad Woman in the Attic
The Mad Woman in the Attic (La Folle dans le Grenier) est le deuxième épisode de la troisième saison de la  série britannique de science-fiction The Sarah Jane Adventures. À ce jour, la série n'a jamais été diffusée en France.

## Synopsis
Rani, devenue vieille et seule, raconte son histoire à un jeune garçon qui vient la voir. Autrefois, elle a cherché à enquêter toute seule autour d'une affaire de parc d'attraction hanté. 

### Première partie
2051, une Rani Chandra vit seule dans le grenier autrefois occupé par Sarah Jane Smith, lorsqu'un jeune garçon nommé Adam vient la voir. Elle lui explique qu'elle a perdu ses amies à cause d'une faute qu'elle a commise. Retour en 2009, Rani a l'impression d'être considérée comme la « remplaçante » de Maria Jackson, lorsqu'elle reçoit un mail de Sam Lloyd, un ami qu'elle n'a pas revu depuis longtemps, et qui lui explique qu'à Donemouth, des personnes semblent disparaitre autour d'un parc d'attraction abandonné. Enquêtant autour de ce parc, elle est aperçue par le gardien, Harry Sowersby qui lui explique que le parc est fermé à cause de la crise économique. Seulement, les attractions semblent se mettre en route pour de mystérieux visiteurs zombifiés. Enquêtant dans le train fantôme, elle découvre qu'une jeune fille alien, Eve, est cachée à l'intérieur. Eve est une extra-terrestre orpheline recueillie sur terre. Pendant ce temps Sarah Jane et les autres ignorant où elle est, découvre le mail de Sam et décident d'enquêter sur place. Sam et Harry semblent parler à une forme dans le miroir, qui montrera à Sarah Jane et à Luke leur futur. Quelques minutes plus tard, Eve montre le futur de Rani... elle finira vieille et seule. 

### Seconde partie
Décidant de changer son futur, Rani décide d'aider Eve. Elle la fait sortir dehors afin de lui montrer le monde réel, mais celle-ci se met à utiliser ses pouvoirs de façon incontrôlable. Se disputant avec Rani, elle la zombifie pour qu'elle soit "heureuse" d'être dans le parc d'attraction. Sarah Jane décide de parler au visage dans le miroir, qui est en réalité Ship, l'I.A. du vaisseau spatiale dans lequel Eve est venue. Ship expliqu'Eve risque de mourir si jamais elle utilise ses pouvoirs. Sarah Jane et Clyde décident de l'amener vers son vaisseau spatiale où déchargée de son énergie, elle dézombifiera Rani. Afin de faire repartir le vaisseau, Sarah Jane téléphone à K-9 pour qu'il libère le trou noir qu'il tente de boucher. Alors que tout semble bien se passer et qu'Eve est prête à repartir dans l'espace avec Sam et Harry, le miroir, en pensant exaucer un vœu formulé précédemment par Rani, fait disparaitre, Sarah Jane, Luke et Clyde. C'est ainsi qu'elle se retrouve seule.
De retour en 2051, Adam révèle à Rani qu'il est le fils de Samuel et Eve et qu'il peut faire en sorte que tout redevienne normal. Il exauce le vœu de Rani, ce qui remet les choses en place comme si le vœu n'avait pas été accordé. De retour en 2051, Rani est une grand-mère comblée, qui semble toujours avoir, au côté de Luke, un rôle important dans la défense de la Terre.

## Continuité
- Le titre joue sur les attentes du spectateur qui pourrait s'attendre à ce que la « folle dans son grenier » soit Sarah Jane Smith alors qu'il s'agit en fait de la Rani du futur.
- Lorsque Ship lit dans la mémoire de Sarah Jane et Luke, on peut apercevoir différents extraits de la série. On peut s'apercevoir que Luke dans le futur sera diplômé (ce qui n'est guère surprenant.)
- On a des nouvelles de Maria Jackson depuis The Mark of the Berserker, celle-ci aurait aidé des extra-terrestres aux États-Unis.
- Sarah Jane Smith, Sam Lloyd et Eve ont en commun d'être orphelins et d'avoir peu connu leurs parents.
- K-9 réapparait pour faire partie du casting de la série. Apparemment, les droits sur le personnage sont durs à négocier et c'est pour cela que pendant trois ans, l'histoire du trou noir a servi de subterfuge.
- Adam est le premier enfant hybride entre un alien et un humain que l'on ait vu de toute la série.

### Liens avec leWhoniverse
- On peut voir dans le passé de Sarah Jane Smith des passages issus des premières saisons de Doctor Who.
- Parmi les aliens qu'ils disent avoir vus, les personnages citent les Daleks les Cybermen et les Sontariens.
- On revoit le TARDIS et le Docteur dans le futur de Sarah Jane. Il s'agit en fait d'images de l'épisode prochain.